# Jacou
Jacou är en kommun i departementet Hérault i regionen Occitanien i södra Frankrike. Kommunen ligger i kantonen Castries som tillhör arrondissementet Montpellier. År 2022 hade Jacou 6 964 invånare.

## Befolkningsutveckling
Antalet invånare i kommunen Jacou
Referens:INSEE